# Cristo che calpesta le bestie

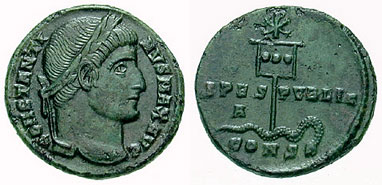
Una moneta di Costantino (c.337) che mostra una rappresentazione del suo labaro che trafigge un serpente.

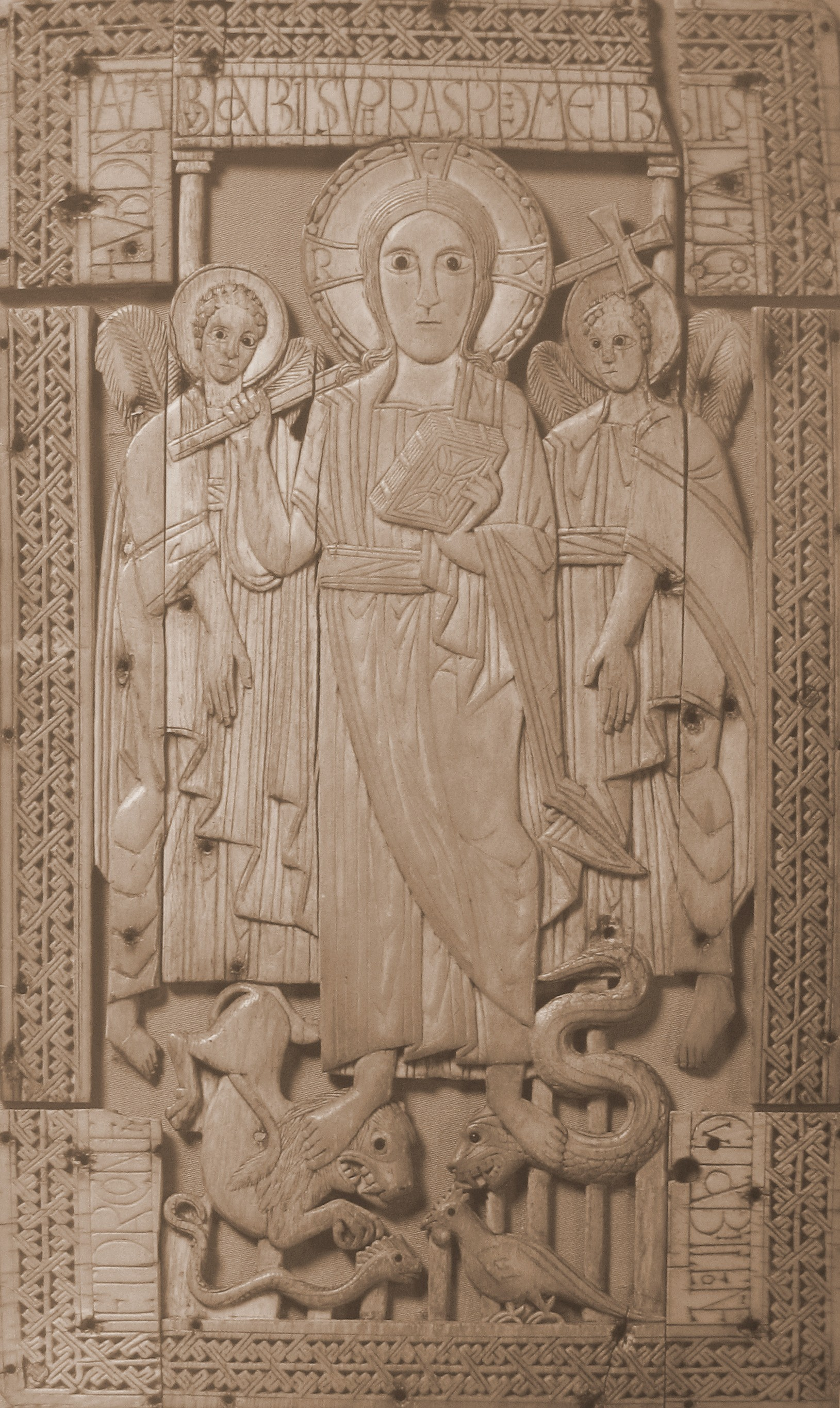
Avorio di Genoels-Elderen, con quattro bestie; il basilisco era talvolta raffigurato come un uccello con una lunga coda liscia.

Cristo che calpesta le bestie è un soggetto rinvenuto nell'arte tardoantica e tardo medievale, sebbene non sia comune. È una variante del Cristo in trionfo, soggetto del Cristo risorto e mostra un Cristo in piedi con i piedi sugli animali, che spesso regge una croce che può avere una punta di lancia nella parte inferiore della sua asta, o un bastone o una lancia con motivo a croce su un vessillo. Alcuni storici dell'arte sostengono che il soggetto esiste in una forma pacifica ancora più rara come Cristo riconosciuto dalle bestie.

## Iconografia
L'iconografia deriva da testi biblici, in particolare il Salmo 91 (90):13: "super aspidem et basiliscum calcabis conculcabis leonem et draconem" nella Vulgata latina, letteralmente "L'aspide e il basilisco che calpesti sotto i piedi/calpesterai il leone e il drago", tradotto nella Bibbia di Re Giacomo come: calpesterai il leone e la vipera: il giovane leone e il drago calpesterai sotto i piedi". Questo fu interpretato come un riferimento a Cristo che sconfigge e trionfa su Satana: a volte vengono mostrate due bestie, di solito il leone e il serpente o il drago, e talvolta quattro, che sono normalmente il leone, il drago, l'aspide (serpente) e il basilisco (che era raffigurato con caratteristiche variabili) della Vulgata. Tutti rappresentavano il diavolo, come spiegato da Cassiodoro e Beda il Venerabile nei loro commenti sul Salmo 91. Il verso faceva parte del servizio monastico quotidiano della compieta e cantato anche nella liturgia romana per il Venerdì santo, il giorno della Crocifissione di Cristo.
La prima apparizione del soggetto in un'opera importante è un mosaico di Cristo del VI secolo, vestito come un generale o un imperatore in uniforme militare, ben rasato e con un'aureola a croce, nella Cappella Arcivescovile di Ravenna. Un braccio tiene aperto un libro che mostra il testo di Giovanni 14.6: "Io sono la via, la verità e la vita", mentre l'altro tiene il fondo di una croce appoggiata sulla spalla di Cristo. Qui si ritiene che il soggetto si riferisca alla lotta contemporanea della Chiesa contro l'eresia ariana, che negava la natura divina di Cristo; l'immagine afferma la dottrina ortodossa. Sono mostrati un leone e un serpente.
Le prime raffigurazioni mostrano Cristo in piedi frontalmente, apparentemente a riposo, in piedi su bestie sconfitte. Dal tardo periodo carolingio, la croce inizia a finire in una testa di lancia e Cristo è mostrato mentre la infila in una bestia (spesso nella bocca del serpente) in una posa energica, usando un modello compositivo più spesso (e prima), trovato nelle immagini dell'Arcangelo Michele che combatte contro Satana. In tutte le raffigurazioni menzionate sopra e sotto, fino al rilievo di Errondo, Cristo è senza barba. Più tardi ancora le bestie appaiono più spesso sotto i piedi di un Cristo seduto in maestà, diventando una caratteristica occasionale di questo soggetto. In alternativa, le bestie vengono sostituite da un serpente solitario calpestato da Cristo.
Le raffigurazioni più "militanti" sono in particolare una caratteristica dell'arte anglosassone, che Meyer Schapiro attribuisce al "gusto primitivo delle tribù anglosassoni per l'immaginazione di combattimenti eroici con mostri e bestie selvagge, come in Beowulf e nelle leggende pagane".

## Esempi degni di nota
Il motivo appare in molte altre opere dal periodo carolingio in poi, tra le quali:
- un rilievo in avorio della "Scuola di corte" di Carlo Magno sulla copertina posteriore staccata dei Vangeli di Lorsch, un manoscritto miniato del Vangelo dell'810 circa (Musei Vaticani, con quattro bestie).[1]
- il pannello centrale della copertina del libro in avorio carolingio della Biblioteca Bodleiana, MS Douce 176, spesso noto come "copertina del libro di Oxford"; quattro bestie.[10]
- un altro rilievo in avorio carolingio, probabilmente anche in origine una copertina di un libro, proveniente da Genoels-Elderen, ora in Belgio, o una versione molto più provinciale dello stile carolingio, oppure northumbriano;[11] ci sono quattro bestie.
- la pietra anglosassone Ruthwell Cross, con due animali abbinati che sono stati descritti "come lontre".[12] Cristo non ha croce e si regge con le mani tenute insieme di fronte a lui. È stato negato assolutamente che l'immagine qui, che è la più discussa dagli studiosi, in parte perché è gravemente usurata e difficile da leggere, appartenga all'oggetto - vedi sotto.[13] Qui l'immagine rappresenta la natura divina di Cristo, abbinando l'immagine leggermente più piccola sull'altro lato principale del fusto che rappresenta la sua natura umana con Maria Maddalena che si asciuga i piedi.[14]
- la croce anglosassone di Bewcastle Cross, una rappresentazione molto simile alla croce di Ruthwell.[15]
- la tarda illustrazione carolingia del Salmo 90 nel Salterio di Utrecht mostra Cristo che usa l'asta della sua croce, non ancora una lancia, come arma contro il serpente.[7]
- il Salterio di Stoccarda, di data simile, sotto una Tentazione, la croce di Cristo sembra terminare in una punta di lancia, che è immersa nel serpente.[7]
- la testa d'avorio di una croce tau dell'inizio del XI secolo nel British Museum.[16]
- il Salterio di Crowland (Bodleian, MS Douce 296), anglosassone della metà dell'XI secolo, con lancia e due bestie, in quello che doveva essere un modello comune per i salteri.[17]
- un'estremità del santuario di Saint Hadelin, c. 1075, Chiesa di San Martino, Visé; Cristo senza barba ha un piede su ciascuno dei colli di due bestie.[18]
- il rilievo "Timpano di Errondo", del Maestro di Cabestany (1150-1175), ora nei Cloisters, New York, che mostra tre figure di Cristo (ora con la barba), ciascuna in piedi su una bestia, in una scena combinata delle Tentazioni.[19]
- rilievo di timpano del 1216 c.ca nella chiesa di Strzelno, in Polonia; due bestie sotto un Cristo seduto.[20]
- Scultura gotica sul portale della Cattedrale di Amiens di Cristo benedicente in piedi e due animali.[21]

## Galleria d'immagini

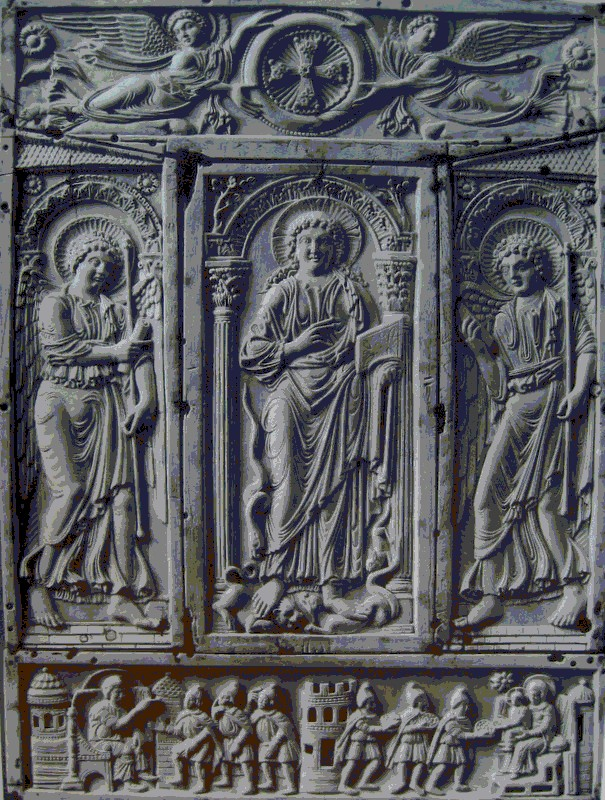
Copertina in avorio dell'Evangeliario di Lorsch, 810 c.ca
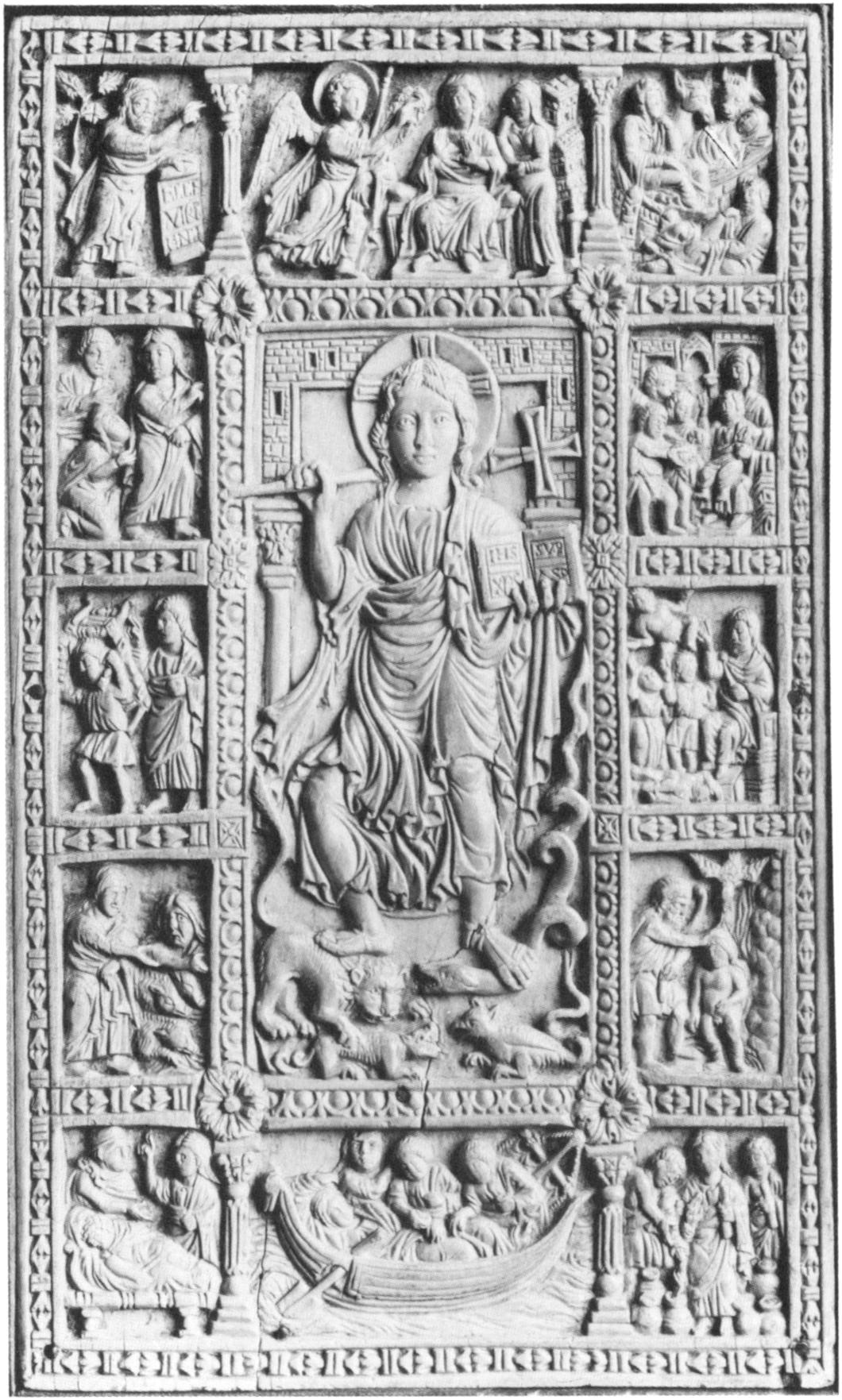
La "Copertina del libro di Oxford" del Bodleian MS Douce 176
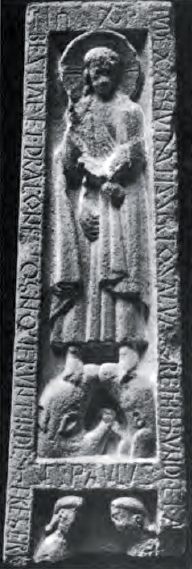
La Croce di Ruthwell
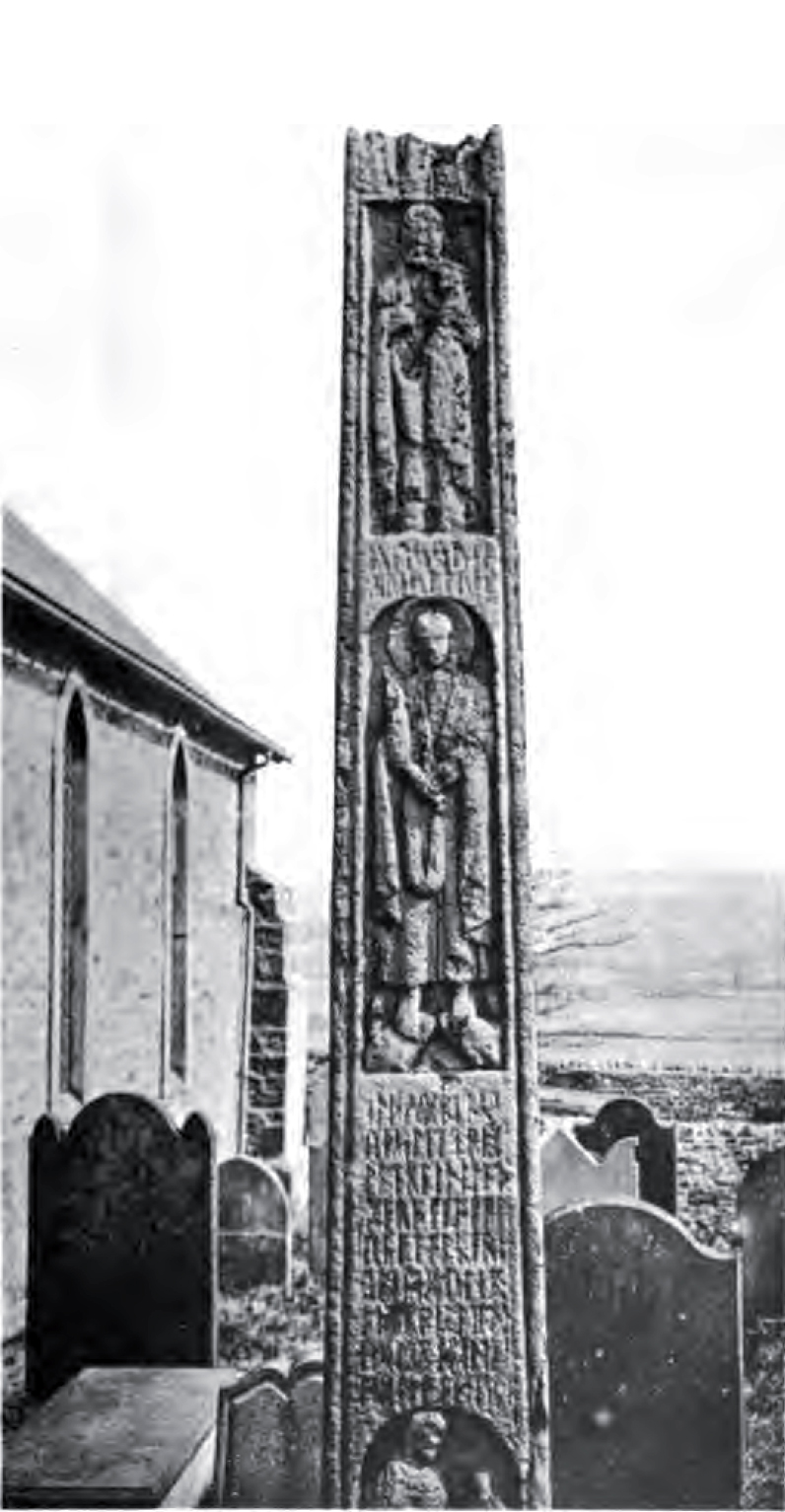
La Croce di Bewcastle, facciata ovest, Giovanni Battista, Cristo che calpesta le bestie e rovine
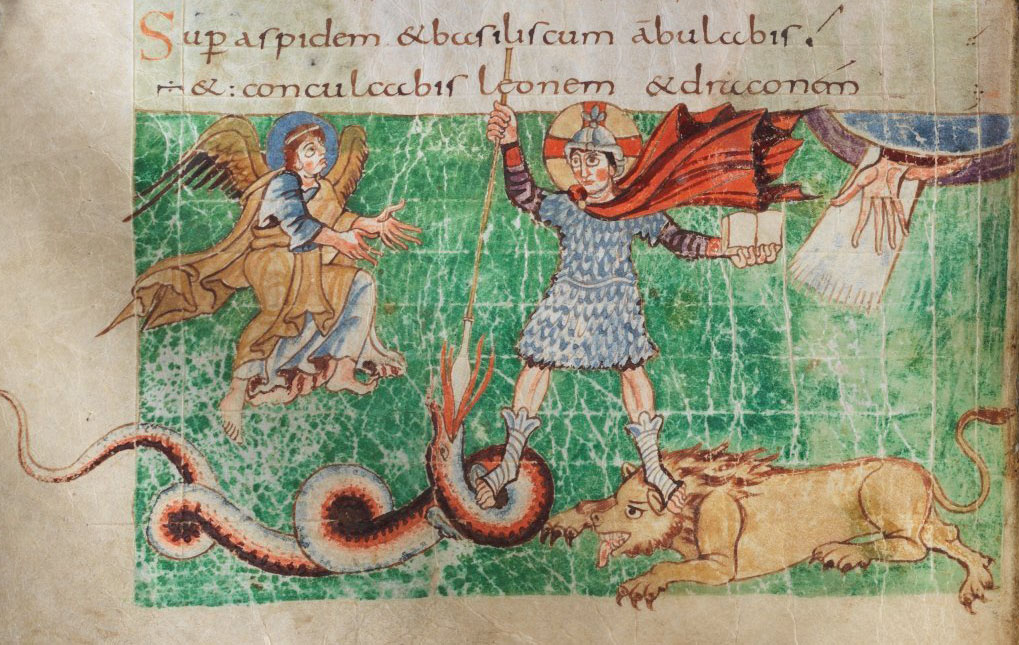
Salterio di Stoccarda (IX secolo), super aspidem et basiliscum ambulabis et conculcabis leonem et draconem

## Cristo riconosciuto dagli animali?

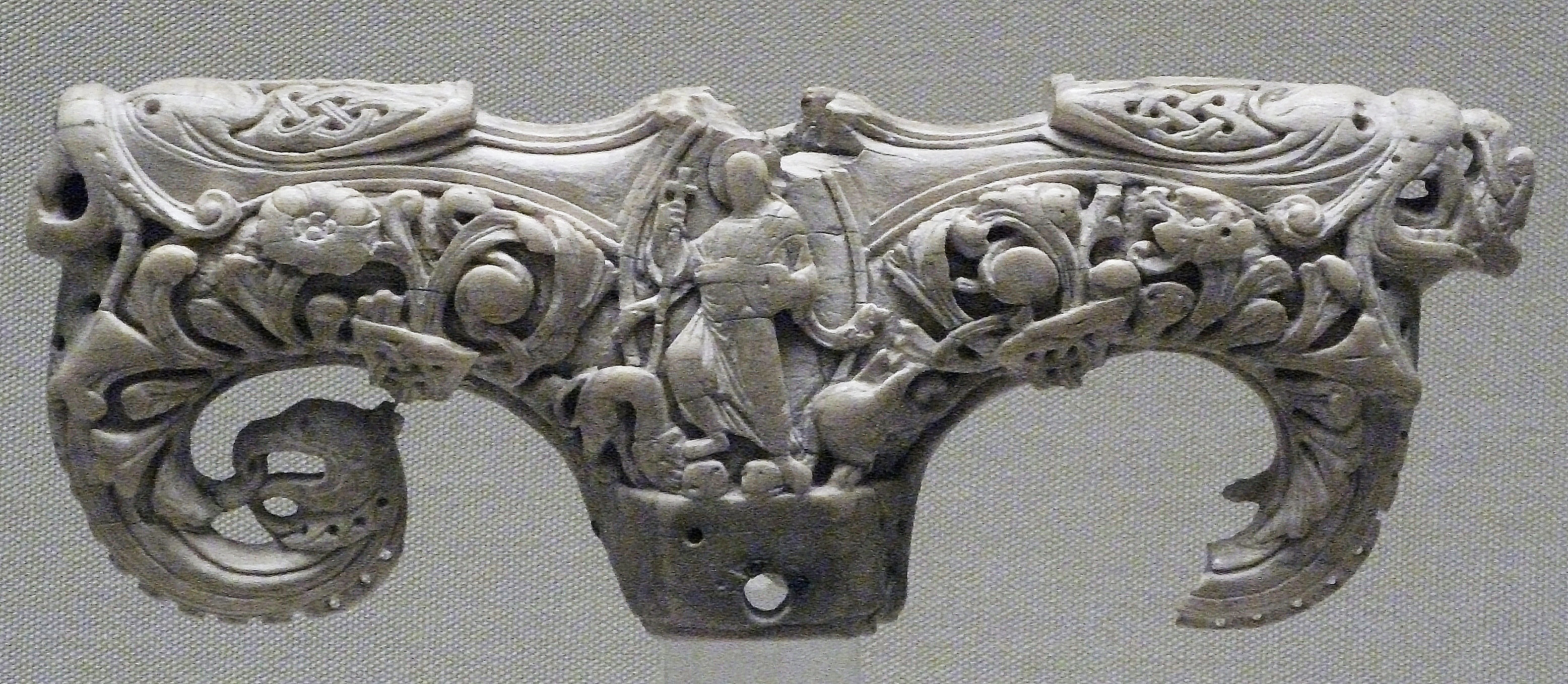
Testata anglosassone di croce a Tau, XI secolo

Una visione alternativa dell'iconografia delle croci di Ruthwell e Bewcastle vede i pannelli con Cristo che mostrano una rappresentazione diversa, anche più rara, di Cristo che calpesta le bestie, che è stato chiamata "Cristo come giudice riconosciuto dalle bestie del deserto". Questo argomento finora non riconosciuto è stato proposto per la prima volta da Fritz Saxl, seguito da Meyer Schapiro. La differenza cruciale è che in questa interpretazione gli animali non rappresentano il diavolo, ma l'effettiva fauna selvatica incontrata da Gesù, in particolare nei suoi quaranta giorni nella "landa disabitata" o deserto tra il suo battesimo e la tentazione. Schapiro raccolse una buona parte del materiale testuale che mostrava tropi di animali selvatici che si sottomettevano a Cristo e ad altre figure cristiane, specialmente nel contesto del primo monachesimo del deserto, in cui l'atteggiamento della sfidante fauna locale era un problema vivo. La leggenda di San Girolamo e il leone ne è un esempio duraturo e in seguito San Francesco d'Assisi ha rinnovato il tema.
Questa interpretazione ha incontrato una notevole approvazione, sebbene la questione non possa essere considerata risolta. Altri esempi del nuovo soggetto sono stati avanzati, pur trattandosi di un piccolo numero, la maggior parte di un periodo anteriore al 1200 circa, sebbene il più chiaro sia in una miniatura catalana del XIV secolo a tutta pagina (BnF, Ms. Lat. 8846) che mostra una Tentazione di Cristo seguita da una scena che sembra inconfondibilmente mostrare leoni, orsi e cervi seduti pacificamente in coppia mentre sono benedetti da Cristo. L'iscrizione attorno all'immagine sulla Croce di Ruthwell, per la quale non si conosce alcuna fonte diretta, recita: "IHS XPS iudex aequitatis; bestiae et dracones cognoverunt in deserto salvatorem mundi" - "Gesù Cristo: il giudice della giustizia: le bestie e i draghi riconobbero nel deserto il salvatore del mondo". La nuova interpretazione si applicherebbe solo alle due croci anglosassoni tra gli esempi qui menzionati; non rivendicano di dimostrarlo altre opere come il mosaico ravennate e le copertine dei libri carolingi. Altri pezzi anglosassoni potrebbero rappresentarlo, ad esempio, secondo Leslie Webster una spilla nel Museo di Ludlow del 2° quarto del VII secolo con due teste di bestia ai piedi di una croce "deve anche rappresentare l'adorazione della Creazione del Cristo risorto". Schapiro ha visto l'immagine "pacifica" come la versione originale, la sua natura si è successivamente trasformata nella versione "militante", probabilmente dopo la conversione costantiniana, ma sopravvive in un piccolo rivolo di esempi, in particolare quelli prodotti in contesti di ascetismo monastico, che mostrano "Cristo come il monaco ideale".

## Varianti e raffigurazioni correlate

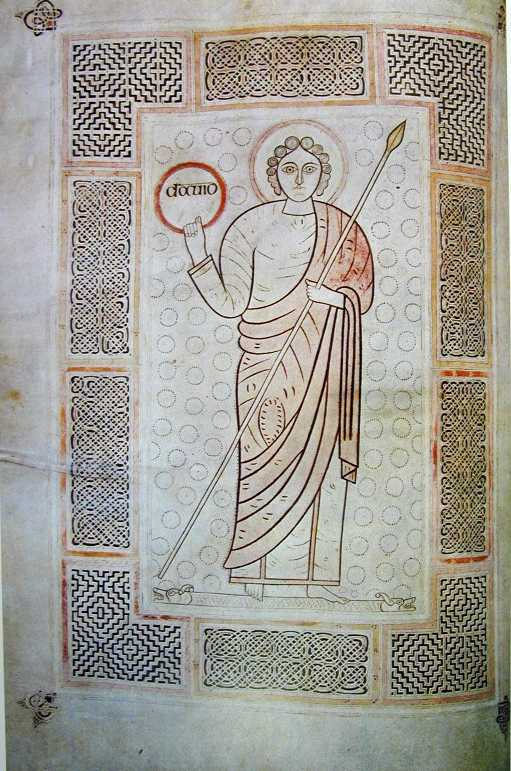
Illustrazione di Davide come vincitore dal Cassiodoro di Durham.

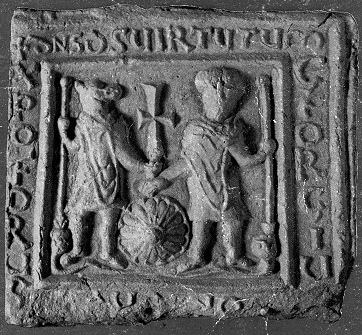
Icona di Vinica dei santi Cristoforo e Giorgio

Nell'VIII secolo, il motivo del "calpestare" le bestie diaboliche fu trasferito ai santi. Una delle icone di terracotta trovata vicino a Vinica, nella Macedonia del Nord, mostra un San Cristoforo cinocefalo e il santo guerriero San Giorgio che calpestano due serpenti con teste umane, entrambi santi che puntano lance contro le teste dei serpenti. Questa è la prima forma nota del motivo dell'uccisione del drago che nel X o nell'XI secolo era fortemente collegata ai santi soldati Teodoro e Giorgio. Una figura ben nota di David nel Cassiodoro di Durham (VIII secolo) è raffigurata con in mano una lancia e in piedi su un serpente con una testa ad ogni estremità, una figura composita delle bestie. Il libro che la miniatura illustra è il Commentario sui Salmi di Cassiodoro, che spiega che il Salmo 90,13 si riferisce a Cristo e altrove a quel David, che è ritratto nelle uniche due miniature sopravvissute, è una tipologia di Cristo. In manoscritti anglosassoni successivi, come il Salterio di Tiberio C. VI (British Library), la figura che si erge su una simile bestia è Cristo.
Una variante può anche riferirsi a un testo diverso, Salmo 74:13: - "Hai diviso il mare con la tua forza: hai messo un freno alle teste dei draghi nelle acque" (KJV). Ciò che è riferito dai commentatori del battesimo e sulle porte di legno della Basilica di Santa Maria in Campidoglio a Colonia (1049), può essere riferito alla scena del Battesimo di Cristo, dove Cristo si trova su una sorta di mostro marino. Un'altra possibilità, a seguito del commentario di Eusebio, è che il Battesimo ha provocato le bestie diaboliche ad attaccare Cristo, un episodio spesso considerato correlato alla Tentazione di Cristo, che segue immediatamente il Battesimo nei Vangeli sinottici.
In un timpano romanico dell'Adorazione dei Magi, a Neuilly-en-Donjon del 1130 c.ca, Cristo non appare, ma i Tre Magi si dirigono verso la Vergine e il Bambino lungo la schiena di un drago simile a un toro, mentre il trono della Vergine siede su un leone; entrambi gli animali giacciono di profilo, di fronte alle scene, e uno dei piedi di Maria poggia sui quarti posteriori di ogni bestia. Seguendo le immagini del capitolo 12 del Libro dell'Apocalisse, Bernardo di Chiaravalle aveva definito Maria "la conquistatrice dei draghi" ed era molto probabile che fosse mostrata mentre schiacciava un serpente sotto i piedi, anche un riferimento al suo titolo di "Nuova Vigilia"

### Soggetto in generale
- Chazelle, Celia Martin. The crucified God in the Carolingian era: theology and art of Christ's passion, Cambridge University Press, 2001, ISBN 0-521-80103-6, ISBN 978-0-521-80103-4, Google books
- Peter Lasko, Ars Sacra, 800-1200, Yale University Press, 1995 (2nd edn.) ISBN 978-0300060485
- van der Meer, F., Early Christian Art, 1967, Faber and Faber
- Gertrud Schiller, Iconography of Christian Art, Vol. I, 1971 (English trans from German), Lund Humphries, London, ISBN 0-85331-270-2
- Eduard Syndicus; Early Christian Art, Burns & Oates, London, 1962
- Leslie E. Webster, Anglo-Saxon Art, 2012, British Museum Press, ISBN 978-0-7141-2809-2

#### Sulle croci di Ruthwell e Bewcastle
- Haney, Kristine Edmonson, The Christ and the beasts panel on the Ruthwell Cross, in Anglo-Saxon England, vol 14, Editors Peter Clemoes, Simon Keynes, Michael Lapidge, Cambridge University Press, 2008, ISBN 0-521-03838-3, ISBN 978-0-521-03838-6,google books
- Herren, Michael W., and Brown, Shirley Ann, Christ in Celtic Christianity: Britain and Ireland from the fifth to the tenth century, Volume 20 of Studies in Celtic history, Boydell Press, 2002, ISBN 0-85115-889-7, ISBN 978-0-85115-889-1, google books
- Hilmo, Maidie. Medieval images, icons, and illustrated English literary texts: from Ruthwell Cross to the Ellesmere Chaucer, Ashgate Publishing, Ltd., 2004, ISBN 0-7546-3178-8, google books
- Ó Carragaáin, Éamonn, Christian Inculturation in Eighth-Century Northumbria: The Bewcastle and Ruthwell Crosses, Colloquium Magazine, Vol 4, Autumn 2007, Yale Institute of Sacred Music, online text, with many photographs
- Schapiro, Meyer, Selected Papers, volume 3, Late Antique, Early Christian and Mediaeval Art, 1980, Chatto & Windus, London, ISBN 0-7011-2514-4 (includes The Religious Meaning of the Ruthwell Cross (1944), etc.)
- Saxl, Fritz, The Ruthwell Cross, Journal of the Warburg and Courtauld Institutes, Vol. 6, (1943), pp. 1–19, The Warburg Institute, JSTOR - according to Hilmo, misreads a crucial source for the image.
- Weitzmann, Kurt, ed., Age of spirituality: late antique and early Christian art, third to seventh century, no. 471, 1979, Metropolitan Museum of Art, New York, ISBN 978-0-87099-179-0